# Obwód tałdykurgański
Obwód tałdykurgański (do 1993 roku ros. Талды-Курганская область, potem Талдыкорганская область) – dawny obwód (jednostka administracyjna najwyższego rzędu) w Kazachskiej Socjalistycznej Republice Radzieckiej i następnie Kazachstanie.
Obwód, którego powierzchnia wynosiła 118,5 tysięcy km², zamieszkiwało w 1991 roku 731 tysięcy mieszkańców. Centrum administracyjnym obwodu, zgodnie z jego nazwą, było miasto Tałdy Kurgan.
Obwód utworzono w 1944 roku z części obwodu ałmackiego. Zlikwidowany 6 czerwca 1959 roku, poprzez ponowne włączenie w skład obwodu ałmackiego, ponownie utworzony został 23 grudnia 1967 roku. W 1993 roku zmieniono pisownię nazwy obwodu. W 1997 roku ponownie zlikwidowano obwód, po raz kolejny włączając go w skład obwodu ałmackiego.
8 czerwca 2022 utworzono obwód żetysuski o prawie identycznych granicach.